# LinuxThreads
No sistema operacional Linux, LinuxThreads foi uma implementação parcial do POSIX Threads que foi substituída pelo Native POSIX Thread Library (NPTL).
O LinuxThreads possui vários problemas devido à implementação, que utilizou a chamada clone para criar um novo processo que compartilhasse o mesmo espaço de endereçamento que o processo pai. Por exemplo, threads possuíam diferentes identificadores de processos o que causa problemas para os tratadores de sinal; LinuxThreads usou os sinais SIGUSR1 e SIGUSR2 para coordenação entre threads, tornando estes sinais indisponíveis aos programas.
Para melhorar a situação, dois novos projetos foram iniciados para desenvolver um substituto: Next Generation POSIX Threads (NGPT) e o Native POSIX Thread Library (NPTL). Este último foi o vencedor e é distribuído com a maior parte dos sistemas Linux. LinuxThreads ainda pode ser visto em sistemas em produção, particularmente os que utilizam a versão 2.4 ou inferior do núcleo Linux, dado que os requisitos para executar o NPTL foram adicionados apenas na versão 2.6 do linux.